# オスカー・タン
オスカー・リューチェン・タン（Oscar Liu-Chien Tang、唐騮千、1938年 - ）は、中国生まれのアメリカ合衆国の投資家、慈善活動家である。投資顧問会社のライヒ・アンド・タンを共同で設立した。2005年にアメリカ芸術科学アカデミーのフェローに選出された。1990年から1993年まで芸術と人文科学に関する大統領委員会委員、2000年から2004年までニューヨーク州芸術評議会評議員を務めた。

## 若年期と教育
タンは1938年に上海で生まれた。1949年の中華人民共和国成立に伴い、一家は国外に渡った。
タンはマサチューセッツ州アンドーバーのフィリップス・アカデミーを1956年に卒業した。タンは生涯にわたりフィリップス・アカデミーに貢献し、同校の歴史上最多額な寄付者となっている。タンの母校への貢献は、2012年のドキュメンタリー"An Andover Life"で紹介された。
タンはイェール大学で理学の学士号を、ハーバード・ビジネス・スクールでMBAを取得した。

## キャリア
大学卒業後、タンは投資銀行のドナルドソン・ラフキン・アンド・ジェンレット(DLJ)に入社し、後に調査部門の責任者となった。
1970年、タンはDLJの同僚のジョセフ・ライヒと共同で、投資顧問会社ライヒ・アンド・タンを設立した。当初は株式口座を対象としていたが、1974年にデイリー・インカム・ファンドを設立して、マネー・マーケット・ファンドに参入した。タンは20年以上にわたって同社の社長兼CEOを務めた。同社は1993年にニューイングランド投資会社と合併した。
1970年代のオイルショックで旅行関連の企業の業績が悪化していたときに、タンは「非常に魅力的な価格の資産」であるとして、北米に多数のキャンプ場を展開するキャンプグラウンズ・オブ・アメリカ(KOA)を買収した。KOAは、今なおタンと妻のアグネス・スー＝タンの共同所有となっている。

## 私生活
タンの母方の祖父の温秉忠(1862-1938)は、末期の清朝がアメリカに留学させた120人（留美幼童）のうちの一人だった。温秉忠は、1880年のマサチューセッツ州ノーサンプトンの国勢調査の記録にその名前が見られ、同市の国勢調査に記録された最初の中国人である。温秉忠は帰国後、清の外交部門の高級官僚として活動した。
タンの父の唐炳源は、庚子賠款（義和団事件の賠償金）を財源とするアメリカの奨学金（庚子賠款奨学金）によってマサチューセッツ工科大学に留学した。1949年に中国を出て香港に渡った後、香港の市民社会とビジネスにおけるリーダーの一人となった。唐炳源はまた、教育分野における慈善活動を盛んに行った。唐炳源は治安判事に任命され、大英帝国勲章を受章し、1971年に香港で死去した。
1960年、タンはフランシス・ヤングと結婚した。フランシスは、国連職員厳幼韻の娘であり、母の再婚により中華民国の外交官・顧維鈞（ウェリントン・クー）の継娘となった。タンの母校フィリップス・アカデミーの姉妹校（後にフィリップス・アカデミーに統合）であるアボット・アカデミーを卒業した後、スキッドモア大学を1961年に卒業した。後に、ランドマークの保護のための慈善活動を行った。1992年に癌によって死去した。メトロポリタン美術館にフランシスの名を冠したギャラリーがあるほか、母校スキッドモア大学にもフランシスを記念したタン美術館がある。
2013年、タンはアグネス・スー（徐心眉）と結婚した。アグネスはペンシルベニア大学・ケンブリッジ大学・スタンフォード大学で教育を受けた考古学者で、コロンビア大学の教員、ユネスコ顧問を務める。
タンの娘のトレイシー・タン・リンペ(Tracy Tang Limpe)は慈善事業家で、母校であるニューヨーク州ドブズフェリーのマスターズスクールの理事長を務めている。もう1人の娘のダナ・タン(Dana Tang)は建築家で、1998年にアンドリュー・ヘイド・ダレルと結婚した。
兄の唐驥千（ジャック・タン）は、香港のビジネスリーダー、教育者、慈善活動家であり、1990年にアジア・ソサエティ香港センターを共同で設立した。義弟に中国美術史家の方聞がいる。
タンはニューヨークとコロラド州ヴェイルに居を構える。2004年にはヴェイルのシチズン・オブ・ザ・イヤーに選出された。
『タウン&カントリー』誌は2018年に、メディア、芸術、文化に影響を与えている50の家族の1つとしてタンの家族を取り上げた。

## 慈善活動
公表されているデータによると、2010年現在、タンは2億〜2億5千万ドルを寄付している。タンは、カーネギー財団の「偉大な移民たち」(Great Immigrants: The Pride of America)の一人に選ばれている。タンが多額の寄付をした団体には、メトロポリタン美術館、ニューヨーク・フィルハーモニック、イェール大学、スキッドモア大学、ヴェイル・バレー財団、ゴードン・パークス財団などがある。
また、コロンビア大学のタン古代中国研究センター、プリンストン大学のタン東アジア芸術センター、マサチューセッツ工科大学のタン・センター、デューク大学、カリフォルニア大学バークレー校、コーネル大学、ハーバード大学などにも寄贈している。2008年に、母校フィリップス・アカデミーに2500万ドルを寄付した。これは、同校の単独の寄付としては史上最高額である。2014年、フィリップス・アカデミーに1500万ドルを追加で寄付し、アンドーバーにタン研究所が設立された。
2016年6月、メトロポリタン美術館は、タンの評議員・慈善家としての長年の貢献に対して、ビジネス委員会シビックリーダーシップ賞を授与した。
1989年の天安門事件の後、タンは、ヨーヨー・マ、イオ・ミン・ペイなどの著名な中国系アメリカ人と共同で、米中の親密な関係と理解を促すための百人会(Committee of 100)を設立した。

### フィリップス・アカデミーとタン研究所
2008年、タンは母校フィリップス・アカデミーに2500万ドルを寄付した。これは、単一の寄付では同校史上最多額である。校長のバーバラ・ランディス・チェイスによれば、この寄付は、貧困家庭の生徒が同校に入学できるようにする「ニーズ・ブラインド入学」を支援するために使われた。2008年までに、タンは合計4100万ドルを同校に寄付し、同校の運営基金を8億ドル以上とした。
2014年10月、タンは1500万ドルを寄付し、アンドーバーにタン研究所が設立された。

### メトロポリタン美術館
タンはニューヨークのメトロポリタン美術館の理事を務めている。1997年にタンが寄付した1400万ドルにより、同美術館は董源の『渓岸図』などの貴重な中国絵画を購入した。また、この寄付により、王己千（C・C・ワン）のコレクションの中の主要な絵画11点を購入し、同美術館に中国絵画のためのギャラリーを開設した。このギャラリーには、1992年に亡くなったタンの妻フランシスの名が冠された。

2015年3月、タンが寄付した1500万ドルにより、学芸員や作品の保存のための職員が新たに任用され、同館のアジア美術部門設立100周年を記念する催しが開催された。
2021年11月、タン夫妻はメトロポリタン美術館の近現代棟（M&Cウイング）の改修のために1億2500万ドルの寄付を行った。これにより、M&Cウイングはタン夫妻の名前を冠した名称に改称されることとなった。

### ニューヨーク・フィルハーモニック
2019年4月、タンは投資家のピーター・W・メイと共にニューヨーク・フィルハーモニックの共同会長に選出された。両氏はともに同楽団の理事を務めており、長年にわたり同楽団を支援してきた。

### その他
プリンストン大学には、タンの寄付によりP・Y・アンド・キンメイ・W・タン東アジア美術センターが開設された。この名前は、タンの両親の名前を冠したものである。
カリフォルニア大学バークレー校には、タン夫妻と甥・姪のナディーン・タン、レスリー・シリング、マーティン・タンの寄付によりP・Y・アンド・キンメイ・W・タンシルクロード研究センターが開設された。
スキッドモア大学には、タンの1020万ドルの寄付により2000年にタン教育研究所とフランシス・ヤング・タン美術館が開設された。
2014年9月、ニューヨーク歴史協会は、タンの支援により"Chinese American: Exclusion/Inclusion"（中国系アメリカ人: 排除と包含）展を開催した。その後、この展示はサンフランシスコのアメリカ中国歴史協会に寄贈され、常設展示されている。